# 獵頭者
獵頭者（Headhunterz，本名Willem Rebergen，1985年9月12日—）是一位著名的荷蘭DJ與音樂製作人，同時也擔任一些電影和影集的配音員。
他在2005年開始他的音樂事業，其主要音樂風格為硬派音樂。對於硬派音樂的盛行，獵頭者功不可歿。他曾在世界多個最盛名的硬派電子音樂節擔任主秀，包含 Qlimax, Defqon1, Q-base, inQontrol, Decibel. 同時，在綜合風格的電子音樂節中亦有他的身影，較著名的包括 Electric Daisy Carnival 與Tomorrowland （页面存档备份，存于） 。在他的音樂生涯裡，大部分的音樂發表於他附屬唱片公司Scantraxx Record中。不過在2013年，他決定創立自己的唱片公司 Hard with Style。同年，他與美國電子音樂廠牌Ultra Music 簽訂合約。在2015年，他離開自己創立的Hard with Style，轉往另外不同的音樂製作風格。